# Stenoperla
Genre
Stenoperla est un genre d'insectes plécoptères de la famille des Eustheniidae.

## Distribution
Les espèces de ce genre sont endémiques de Nouvelle-Zélande.

## Liste des genres
Selon Plecoptera Species File :
- Stenoperla helsoni McLellan, 1996
- Stenoperla hendersoni McLellan, 1996
- Stenoperla maclellani Zwick, 1979
- Stenoperla prasina (Newman, 1845)

## Publication originale
- McLachlan, R. 1867 : IX. A new Genus of Hemerobidae and a new Genus of Perlidae. Transactions of the Entomological. Society of London, ser. 3, vol. 5, p. 353-354.